# Therates bannapecolus
Therates bannapecolus (лат.) — вид жуков-скакунов рода Therates из семейства жужелицы (Carabidae).

## Распространение
Лаос (Borikhamxai).

## Описание
Длина от 8,2 до 9,6 мм. Тело с металлическим блеском. От близких видов отличается относительно крупным размером и пятнистостью надкрылий с длинной плечевой лунулой и короткой апикальной точкой. Голова блестящая зеленовато-чёрная. Мандибулы желтоватые, зубцы по краю буроватые. Верхняя губа шире своей длины, желтоватая, с шестью вершинными зубцами и одним боковым зубцом. Губные и максиллярные щупики желтоватые. Наличник голый. Лоб гладкий. Переднеспинка блестящая зеленовато-чёрная, её длина равна ширине, сужена спереди и сзади. Надкрылья блестящие буровато-чёрные с коричневато-жёлтыми отметинами. Брюшная сторона чёрная. Ноги желтоватые, лапки несколько затемнены дистально. Эдеагус длиной до 2,1 мм.